# BEAUTIFUL PEOPLE (久保田利伸のアルバム)
『BEAUTIFUL PEOPLE』（ビューティフル・ピープル）は、久保田利伸の14枚目のアルバム。2019年11月27日にSME Recordsから発売された。

## 概要
『L.O.K』以来3年8ヶ月ぶりのオリジナル・アルバム。本作のメッセージは「人間賛歌」そして「女性賛歌」。久保田いわく「新しいやら　懐かしいやら」を散りばめた作品になっている。2018年に発売された2枚のシングル「You Go Lady」「So Beautiful」を含む全14曲。DVD付初回生産限定盤と通常盤の2形態で発売。DVDには「その人」「So Beautiful」のMusic Videoと撮影ドキュメントを収録。

## 収録曲

### CD
作詞・作曲：久保田利伸（特記以外）
1. Beautiful People 〜Foreplay〜
  - 編曲：久保田利伸・森大輔　1分04秒
2. JAM fo' freedom
  - 作曲：久保田利伸・Ryosuke "Dr.R" Sakai　3分53秒
  - B.LEAGUE 2019-20 SEASON 公式テーマソング・オリジナル音源
3. Green Light 〜青信号〜
  - 編曲：久保田利伸・森大輔　4分11秒
4. LIFE
  - 編曲：森大輔　4分47秒
  - テレビ東京系列ドラマ『病院の治しかた〜ドクター有原の挑戦〜』主題歌
5. 天使と悪魔
  - 作曲・編曲：久保田利伸・森大輔　4分23秒
6. FUN FUN CHANT
  - 編曲：柿崎洋一郎　3分47秒
7. So Beautiful 〜more beautiful mix〜
  - 編曲：森大輔　4分25秒
  - コーセー「エスプリーク」2018冬CMソング
8. Beautiful People 〜The play〜
  - 編曲：久保田利伸・森大輔　2分08秒
9. Why Oh Why
  - 編曲：久保田利伸・柿崎洋一郎　3分57秒
10. 2 Beatz
  - 編曲：柿崎洋一郎　5分54秒
11. You Go Lady
  - 編曲：久保田利伸・森大輔　4分29秒
  - コーセー「エスプリーク」2018春CMソング
12. Joy ’n’ Pain
  - 編曲：森大輔　4分36秒
13. その人
  - 編曲：森大輔　5分28秒
  - 日本テレビ系「スッキリ」テーマ・ソング
14. Make U Funky 〜柿P Remix〜
  - リミックス：柿崎洋一郎　4分04秒　
  - フジテレビ系全国ネット『バイキング』テーマソングのリミックス・ヴァージョン

### 初回生産限定盤DVD
1. その人 （Music Video）
2. So Beautiful （Music Video）
3. 撮影ドキュメント